# 후쿠토메촌
후쿠토메촌(福留村)은 이시카와현 이시카와군에 있던 촌이다. 현재의 하쿠산시의 북서부, 국도 제8호 연선, 호쿠리쿠 본선 가가카사마역의 남쪽 일대에 해당한다.

## 역사
- 1889년 4월 1일 - 정촌제 시행에 의해 이시카와군 4개 촌의 구역을 가지고 후쿠토메촌이 성립하였다.
- 1934년 7월 15일 - 히라시마촌과 합병해 이시카와촌이 성립하였다.

## 참고문헌
- 角川日本地名大辞典 17 石川県